# Kappner Ignác
Kappner Ignác (Névváltozat: Ignatz Kappner) (Sopron, 1826 − St. Louis, Missouri, 1891. október 20.) magyar származású ezredes. Néger alakulatok sikeres vezetője az amerikai polgárháborúban az unionisták oldalán.

## Szerepe a magyar szabadságharcban
Az 1848-49-es magyar szabadságharcban feltehetően századosi rangban szolgált, a világosi fegyverletétel után török földre menekült Kossuth Lajos kíséretével. Az 1850-es évek első felében érkezett meg az Egyesült Államokba, 1855-ben folyamodott amerikai állampolgárságért, 1860-ban honosították. Az amerikai polgárháború kitörése New Yorkban érte.

## Szerepe az amerikai polgárháborúban
Kappner Ignác kiválóan képzett katonaember volt, néger alakulatokat is vezetett az amerikai polgárháborúban, nemcsak elviekben tartotta egyenlőnek katonáit a fehérekkel, hanem kiképzésüket is a legkeményebb szigorral hajtotta végre, aminek köszönhetően ezrede, az 1. Tennessee Néger Nehéztüzérség, majd később a 3. Néger Nehéztüzérség az Unió hadseregének egyik legjobb alakulatává vált. Nagyfokú empátia is jellemezte néger katonái irányában, például, amikor Fort Pickerin (Memphis, Tennessee) mellett állomásozott csapata, nem engedte, hogy felsőbb utasításra távolabb telepítsék azt a menekülttábort, amelyben katonáinak számos családtagja is élt.
Kappner az amerikai polgárháború befejezése után is szerette volna katonai szolgálatban tartani alakulatát, de ez részben politikai kapcsolatainak híján, másrészt az afroamerikaiak státusának rendezetlensége miatt nem sikerülhetett.
1865 után St. Louisban Pulitzer József mellett dolgozott, társszerkesztője lett a St. Louis Post Dispatch című napilapnak. 1891-ben halt meg St. Louisban.

## Emlékezete
1998. július 18-án Washingtonban leleplezték azt az Afroamerikai Polgárháborús Emlékművet, amely emléket állít azoknak az afroamerikai polgárháborús katonáknak, akik harcoltak az Egyesült Államok egységéért a színes ezredekben, ezen az emléktáblán állítanak azoknak is emléket, akik később az afroamerikaiak egyenjogúságáért harcoltak, s ezen az emlékművön szerepelnek azoknak az amerikai és magyar polgárháborús tiszteknek a nevei is, akik színes ezredeket képeztek ki és vezettek a harcba, ezen az emlékművön szerepel Kappner Ignác neve is éppen úgy, mint Zsulavszky László, Zsulavszky Zsigmond, Ruttkay Albert, Csermelyi József, Toplányi Sándor stb. nevei.